# Resultados do Carnaval de Uruguaiana em 2014
Resultados do Carnaval de Uruguaiana em 2014. O resultado foi divulgado no dia 23 de março, a Unidos da Ilha do Marduque foi a vencedora com o enredo, Terra, Vida e Esperança.

## Grupo Especial
| Colocação | Escola                     | Pontos | Nota      | Ref.        |
| --------- | -------------------------- | ------ | --------- | ----------- |
| 1º        | Unidos da Ilha do Marduque | 436,4  |           | [ 1 ] [ 2 ] |
| 2º        | Bambas da Alegria          | 435,8  |           | [ 1 ] [ 2 ] |
| 3º        | Unidos da Cova da Onça     | 435,4  |           | [ 1 ] [ 2 ] |
| 4º        | Os Rouxinóis               | 434,4  |           | [ 1 ] [ 2 ] |
| 5º        | Deu Chucha na Zebra        | 427,1  |           | [ 1 ] [ 2 ] |
| 6º        | Acadêmicos de São Miguel   | 425,5  | Rebaixada | [ 1 ] [ 2 ] |

## Grupo de acesso
| Colocação | Escola             | Pontos | Nota      | Ref.        |
| --------- | ------------------ | ------ | --------- | ----------- |
| 1º        | Império Serrano    | 215,7  | Promovida | [ 2 ] [ 3 ] |
| 2º        | Pantera Negra      | 214,6  |           | [ 3 ]       |
| 3º        | Imperadores do Sol | 214,6  |           | [ 3 ]       |
| 4º        | Apoteose do Samba  | 212,9  | Rebaixada | [ 3 ]       |

## Grupo 2
| Colocação | Escola                 | Pontos | Nota      | Ref.              |
| --------- | ---------------------- | ------ | --------- | ----------------- |
| 1º        | Unidos da Mangueira    | 101,8  | Promovida | [ 2 ] [ 4 ] [ 5 ] |
| 2º        | Unidos da Toca do Lobo | 101,3  |           | [ 4 ]             |
| 3º        | Aliança do Samba       | 97,7   |           | [ 4 ]             |